# Bitė Group
BITĖ Group (лит. Bitės grupė) — литовская телекоммуникационно-медийная компания (конгломерат), одна из крупнейших телекоммуникационных компаний региона.
Группа работает в Литве, Латвии и Эстонии, где предлагает телекоммуникационные (сотовая связь) и медийные услуги.
Штаб-квартира Bitė Group находится в Вильнюсе, столице Литвы.
Bitė Group является давним региональным партнером Vodafone, впервые подписав Соглашение о партнерской сети для своей литовской службы сотовой связи в 2003 году; в 2006 году соглашение было распространено на её латвийскую службу.
Собственно группа была создана в 2005 году, с созданием Bite Latvija.
В странах Балтии (в Литве и Латвии) Bitė в основном работает в сфере телекоммуникаций, но благодаря своему медиа-бизнесу TV3 Group (который Bitė взяла на себя в результате приобретения у Viasat балтийского бизнеса (Providence) в 2017 году) она имеет дополнительное присутствие в Эстонии.
В настоящее время (с 2016 года) принадлежит Providence Equity Partners; до 2007 года принадлежал датской TDC; а с 2007 по 2016 год — инвестиционный фонд Mid Europa Partners. 

На протяжении многих лет группу Bitė представляла компания Bite Finance International B.V., зарегистрированная в Нидерландах. Сейчас[когда?] его представляет компания PLT VII Finance S.à r.l. зарегистрирована в Люксембурге.

## История
- 1995 — начало работы, компания стала вторым мобильным оператором Литвы, начавшей предоставлять услуги GSM.
- 2003 — компания стала партнером мобильного оператора Vodafone.
- 2004 — впервые в Литве запущена сеть поколения 2.5G (EDGE).
- 2005 — начало работы в Латвии
- 2007 — единственным акционером группы стал инвестиционный фонд Mid Europa Partners.
- 2006 — введение работы сети 3.5G (3G-HSDPA) в Литве.
- 2014 — начало работы 4G+ (LTE Advanced) в Литве.
- 2016 — группа приобретена фондом частного капитала Providence Equity Partners.

В 2018 году компания насчитывала в Литве 1,2 млн пользователей.
- 2019 — в апреле Bite обновила фирменный стиль, сменила слоган на «Так проще» (Tai lengviau).
- 2020 — «Bitė Group» объявила о намерении приобрести интернет-провайдера 4G «Mezon» у Литовского центра радио и телевидения (LRTC).
- 2020 — компания выпустила облигации, в ходе которых «Bitė Group» привлекла 620 млн евро.

2020-е: начато внедрение 5G.
- 2021 — в июне MidEuropa возглавила одновременное приобретение и последующее слияние UAB Pigu (Pigu) и Hobby Hall Group OÜ (HHG), с целью создания крупнейшей универсальной торговой онлайн-платформы, действующей в трех странах Балтии с растущим присутствием в Финляндии.
- 2023 — в январе «TV3 Grupė», управляемая «Bitė Group», подписала договор о приобретении радиостанций, находящихся под управлением «М-1».

## Подразделения
Телекоммуникации
- Литва: UAB Bitė Lietuva
  - UAB TeleTower
  - UAB Mezon
- Латвия: SIA Bite Latvija
  - SIA TeleTower
  - SIA Unistars
  - SIA Baltcom

Медиа (SIA All Media Group, d.b.a. TV3 Group)
- Эстония: AS All Media Eesti (телевидение)
  - Media Invest Holding AS (радиовещание)
  - All Media Digital OÜ
  - Buduaar Media OÜ
  - Artist Media OÜ
- Латвия: SIA All Media Latvia (телевидение)
  - SIA Star FM (радиовещание)
- Литва: UAB All Media Lithuania (телевидение)
  - UAB All Media Radijas (радиовещание)
  - UAB All Media Digital
- AS TV Play Baltics (оператор спутникового Home3 (ранее известного как Viasat и TVPlay Home), IP-телевидения Go3[англ.] и панбалтийских тв-каналов лицензированных в Эстонии)
- Bite Broadcasting Services Ltd (оператор панбалтийских тв-каналов лицензированных в Великобритании)

## Прочее
Художественное пространство:
в 2005 г. компания инициировала, совместно с литовскими художниками, арт-проект «Bite Open Art»: каждый год литовские и зарубежные художники создают масштабные картины в общественных городских пространствах, где общественность может наблюдать за всем процессом. С 2006 г. проект «Bite Open Art» также реализуется в Латвии.